# Rohrau (Dolna Austria)
Rohrau – gmina targowa w Austrii, w kraju związkowym Dolna Austria, w powiecie Bruck an der Leitha. Liczy 1 569 mieszkańców (1 stycznia 2014).
Znajduje się tutaj rodzinny dom Josepha Haydna i zamek Rohrau.

## Osoby urodzone w Rohrau
- Joseph Haydn, kompozytor
- Michael Haydn, kompozytor, brat Josepha